# Сафонова, Ольга Васильевна
Ольга Васильевна Сафонова (1899, Кисловодск ― 1942, Ленинград) ― советская актриса и художница, дочь В. И. Сафонова, сестра А. В. Книпер и Е. В. Сафоновой, мать И. К. Сафонова, тётка В. С. Тимирёва.

## Биография
С 1906 года — в Санкт-Петербурге. Училась в гимназии Л. С. Таганцевой. В 1916 году — в театральной студии Всеволода Эмильевича Мейерхольда на Бородинской, 6. Мейерхольд в неё влюбился, однако родители Ольги воспротивились бурно развивавшимся отношениям, и она из студии ушла; переписка её с Мейерхольдом продолжалась несколько лет.
В 1917—1921 жила в Кисловодске; вернулась оттуда в Ленинград. В 1924—1927 — во Вхутеине (б. Академии художеств) на живописном факультете; училась у К. С. Петрова-Водкина. После окончания вынуждена была работать чертежницей, выполнять различные ремесленные работы и т. д. В 1931 году вступила в брак с художником Кириллом Александровичем Смородским. После уплотнения осталась жить вместе с сестрой Варварой в прежней петербургской квартире Сафоновых (Фурштатская, 37). В 1937 году родила сына Илью.
После начала Великой Отечественной войны работала на оборону города, плетя сети для заградительных аэростатов. В январе 1942 года умерла от голода вместе с сестрой  Варварой и мужем.
Часть ленинградского архива Сафоновых попала в Музей музыкальной культуры (ныне — им. М. И. Глинки), часть погибла во время блокады.